# Borod (Bihor)
Pour les articles homonymes, voir Borod.
Borod (Nagybáród en hongrois) est une commune roumaine du județ de Bihor, en Transylvanie, dans la région historique de la Crișana et dans la région de développement Nord-Ouest.

## Géographie
La commune de Borod est située à l'est du județ, à la limite avec le județ de Sălaj et celui de Cluj, dans la vallée Vad-Borod, entre les Monts Plopiș au nord et les Monts Pădurea Craiului au sud, à 21 km au sud-est d'Aleșd et à 60 km à l'est d'Oradea, le chef-lieu du județ.
La municipalité est composée des six villages suivants, nom hongrois, (population en 2002) :
- Borod, Nagybáród (1 426), siège de la mairie ;
- Borozel, Kisbáród (652) ;
- Cetea, Cséklye (34) ;
- Cornițel, Báródsomos (585) ;
- Șerani, Sárán (688) ;
- Valea Mare de Criș, Felsőpatak (511).

## Histoire
La première mention écrite du village de Borod date de 1291 sous le nom de Boroud dans les registres de l'évêché d'Oradea.
La commune, qui appartenait au royaume de Hongrie, en a donc suivi l'histoire.
Après le compromis de 1867 entre Autrichiens et Hongrois de l'empire d'Autriche, la principauté de Transylvanie disparaît et, en 1876, le royaume de Hongrie est partagé en comitats. Borod intègre le comitat de Bihar (Bihar vármegye), dans le district rural d'Élesd.
À la fin de la Première Guerre mondiale, l'Empire austro-hongrois disparaît et la commune rejoint la Grande Roumanie au traité de Trianon et le nouveau județ de Bihor.
En 1940, à la suite du deuxième arbitrage de Vienne, elle est annexée par la Hongrie jusqu'en 1944, période durant laquelle sa communauté juive est presque entièrement exterminée par les nazis. Elle réintègre la Roumanie après la Seconde Guerre mondiale au traité de Paris en 1947.

## Politique
| Période                                  | Période  | Identité    | Étiquette     | Qualité |
| ---------------------------------------- | -------- | ----------- | ------------- | ------- |
| Les données manquantes sont à compléter. |          |             |               |         |
| 2004                                     | En cours | Sorin Sarca | PDL, puis PNL |         |

| Parti | Parti                                                                | Sièges |
| ----- | -------------------------------------------------------------------- | ------ |
|       | Parti national libéral (PNL)                                         | 3      |
|       | Parti social-démocrate (PSD)                                         | 9      |
|       | Union démocratique des Slovaques et des Tchèques de Roumanie (UDSCR) | 1      |

## Religions
En 2002, la composition religieuse de la commune était la suivante :
- Chrétiens orthodoxes, 75,55 % ;
- Catholiques romains, 12,53 % ;
- Pentecôtistes, 8,41 % ;
- Grecs-Catholiques, 2,03 % ;
- Baptistes, 1,10 %.

## Démographie
En 1910, à l'époque austro-hongroise, la commune comptait 3 769 Roumains (66,24 %), 1 300 Slovaques (22,85 %), 550 Hongrois (9,67 %) et 22 Allemands (0,56 %),.
En 1930, on dénombrait 4 035 Roumains (64,21 %), 1 810 Slovaques (28,80 %), 222 Juifs (3,53 %), 150 Roms (2,39 %), 58 Hongrois (0,92 %) et 7 Allemands (0,11 %).
En 1956, après la Seconde Guerre mondiale, 4 523 Roumains (85,96 %) côtoyaient 629 Slovaques (11,95 %), 75 Hongrois (1,43 %) et 19 rescapés juifs (0,36 %).
En 2002, la commune comptait 3 457 Roumains (82,84 %), 500 Slovaques (11,98 %), 190 Roms (4,55 %) et 22 Hongrois (0,52 %). On comptait à cette date 1 757 ménages et 1 760 logements.
| 1880  | 1890  | 1900  | 1910  | 1920  | 1930  | 1941  | 1956  | 1966  |
| ----- | ----- | ----- | ----- | ----- | ----- | ----- | ----- | ----- |
| 3 392 | 4 088 | 4 715 | 5 690 | 5 823 | 6 284 | 7 008 | 5 262 | 5 354 |

| 1977  | 1992  | 2002  | 2007  | - | - | - | - | - |
| ----- | ----- | ----- | ----- | - | - | - | - | - |
| 5 223 | 4 539 | 4 173 | 4 048 | - | - | - | - | - |

## Économie
L'économie de la commune repose sur l'agriculture, l'élevage, l'apiculture, l'exploitation des forêts et la transformation du bois.

## Communications

### Routes
Borod est située sur la route nationale DN1 (Route européenne 60) Oradea-Cluj-Napoca. La route régionale DJ764D rejoint au sud Bratea et la vallée du Crișul Repede.

### Voies ferrées
Borod est desservie par la ligne magistrale 300 Oradea-Bucarest des Chemins de Fer roumains.

## Lieux et monuments
- Borod, église orthodoxe datant de 1903[7] ;
- Borozel, église orthodoxe datant de 1875[7] :
- Cetea, église orthodoxe datant de 1924[7].

## Personnalités
- Gabriel Țepelea (ro), 1916- ), écrivain et homme politique.